# Phymaturus katenke
Phymaturus katenke — вид ігуаноподібних ящірок родини Liolaemidae. Ендемік Аргентини. Описаний у 2021 році.

## Поширення і екологія
Phymaturus katenke відомі з типової місцевості, розташованої в департаменті Пасо-де-Індьйос в провінції Чубут, на висоті 830 м над рівнем моря. Живляться рослинністю, є живородними. 